# Pépé le Moko
Pépé le Moko (/pe.pe lə mo.ko/) es una película francesa de 1937 dirigida por Julien Duvivier y protagonizada por Jean Gabin y Mireille Balin, basada en la novela homónima de Henri La Barthe. La trama consiste en un gánster que, perseguido por la policía, huye a Argel, donde cree estar a salvo de ser arrestado en la Casba. Fue considerada experimental para su época y se le atribuye haber inspirado a otros cineastas, además de tener varias adaptaciones.

## Sinopsis
La policía busca acorralar al capo del millieu (mafia) parisino Pépé le Moko, que se ha refugiado en la Casba de Argel con su banda. Allí es intocable, pero no puede salir sin ser arrestado. Su vida da un vuelco el día en que se enamora de Gaby, una joven demi monde, mantenida por un hombre rico, que pasó allí como turista, representando todo lo que la Casba no es: parisina y sofisticada. De esta relación es celosa Inès, la amante de Pépé. Mientras, el inspector Slimane sigue todo esto con mucho cuidado: cuenta con el desarrollo de este triángulo amoroso para sacar al tipo de su escondite y así ponerlo bajo arresto.

## Reparto
- Jean Gabin como Pépé le Moko;
- Mireille Balin como Gaby Gould, la bella parisina;
- Line Noro como Inès, la amante de Pépé;
- Lucas Gridoux como el inspector Slimane;
- Gabriel Gabrio como Carlos;
- Saturnin Fabre como el abuelo;
- Fernand Charpin como Régis;
- Gilbert Gil como Pierrot;
- Marcel Dalio como L'Arbi;
- Charles Granval como Maxime;
- Gaston Modot como Jimmy;
- René Bergeron como el inspector Meunier;
- Paul Escoffier como el inspector en jefe Louvain;
- Roger Legris como Max;
- Jean Témerson como Gravèr;
- Robert Ozanne como Gendron;
- Philippe Richard como Janvier;
- Georges Péclet como Barsac;
- Fréhel como Tania;
- Olga Lord como Aïcha;
- Renée Carl como la madre Tarte.

## Etimología del título
Moko es una palabra del argot resultante de la expresión provenzal em'acò («con eso», pronunciado aproximadamente 'm'oco en Tolón) que designa a un marinero de la Armada Nacional que navega en el Mediterráneo, cuyo puerto de origen es Tolón. De forma más general se escribe moco.

## Producción
La mayor parte de la película está filmada en la reconstrucción de la Casba en época de la Argelia francesa hecha por Jacques Krauss, en los estudios de Joinville-le-Pont, siendo el pesado equipo requerido por el cine de la época de difícil uso en las estrechas calles de la Casba, donde solo se realizarán algunas tomas exteriores. La actriz principal Mireille Balin nunca puso un pie en Argelia durante el rodaje de la película.

## Recepción
La acogida de Pépé le Moko es triunfal en Francia y también es muy bien recibida en el extranjero, incluso en Estados Unidos, a pesar del moralismo del Código Hays y la censura, que retrasará su estreno en varias ciudades, como Nueva York, hasta 1941. El autor inglés Graham Greene en una reseña de la película para The Spectator afirmó que es: «Una de las películas más emocionantes y conmovedoras que recuerdo haber visto» que logra «elevar el thriller a un nivel poético». Según un documental de la BBC, sirvió de inspiración para el guion de Greene para El tercer hombre.
La película obtiene al menos dos premios internacionales, siendo estos el premio japonés Kinema Junpō a la mejor película en lengua extranjera en 1940; y el premio estadounidense de la National Board of Review a la mejor película extranjera en 1941.
Rotten Tomatoes informa de una calificación de aprobación del 100% según 31 revisiones, con una calificación promedio de 8,65/10. En Metacritic tiene una puntuación de 98, basada en 12 revisiones, lo que indica «aclamación universal».

## Adaptaciones
La película se rehízo en Estados Unidos en 1938 como Algiers, protagonizada por Hedy Lamarr y Charles Boyer, y nuevamente en 1948 como Casbah, un musical protagonizado por Tony Martin, Märta Torén, Yvonne de Carlo y Peter Lorre. El acento francés y lo mujeriego del personaje principal, como lo retrató Charles Boyer en la nueva versión de 1938, inspiraron el nombre y la premisa cómica del personaje de dibujos animados de los Looney Tunes, Pepe Le Pew, presentado en 1945.